# Gloster Aircraft Company
Pour les articles homonymes, voir Gloster.
Gloster Aircraft Ltd est un constructeur aéronautique britannique disparu.
Gloucestershire Aircraft Co a été fondé le 5 juin 1917 à Sunningend Works, Cheltenham, par Airco et H.H. Martyn pour produire en sous-traitance des avions de combat. La dénomination commerciale Gloster, plus simple à prononcer, en particulier pour les clients étrangers, fut adoptée en 1926. Durant la Première Guerre mondiale, elle a produit des Royal Aircraft Factory FE.2b, des Bristol Fighter et des Nieuport Nighthawk (en). La disparition des commandes de guerre fut très difficile à gérer pour l’entreprise et lorsque Holt Thomas vendit Airco en 1920, elle racheta un nombre important de pièces détachées de Nieuport Nighthawk (en) ainsi que les droits de production et engagea H.P. Folland pour diriger un bureau d’études. À partir du Nieuport Nighthawk (en) Folland réalisa des monoplaces de course puis, améliorant progressivement l’appareil, conçut toute une série de chasseurs qui équipèrent la RAF durant l’entre-deux-guerres : Grebe, Gamecock, Gauntlet, Gladiator. Pour la marine impériale japonaise fut également développé le Gambet, chasseur embarqué qui fut produit sous licence comme Nakajima A1N.
En mai 1934, Hawker Siddeley prit le contrôle de Gloster Aircraft Ltd. . Un an plus tard H.P. Folland quittait l’entreprise pour fonder sa propre société. Gloster allait alors se transformer en sous-traitant du groupe Hawker Siddeley, produisant en particulier 600 Armstrong Whitworth Albemarle durant la Seconde Guerre mondiale. Mais le bureau d’études ne resta pas inactif, travaillant en toute confidentialité à la réalisation des premiers avions de combat à réaction. Quelque 2 500 Meteor sortirent des usines Gloster et 1 067 furent assemblés par Armstrong Whitworth.
La dernière réalisation Gloster fut le Javelin, un gros chasseur tout-temps biréacteur à aile delta entré en service dans la RAF en 1956.
En octobre 1961, Armstrong Whitworth et Gloster furent regroupés pour former la Division Whitworth Gloster du Groupe Hawker Siddeley. Le 1er avril 1961, une nouvelle réorganisation du groupe Hawker Siddeley entraina la disparition définitive du nom  Gloster.

## Principales réalisations
- Gloster E28/39
- Gloster Gamecock
- Gloster Gauntlet
- Gloster Gladiator
- Gloster Grebe
- Gloster Javelin
- Gloster Meteor
- Gloster Nightjar
- Gloster Sea Gladiator

### sources
- Derek N. James, Gloster Aircraft since 1917. Putnam, Londres (1971).  (ISBN 0 370 00084 6).
- Peter Lewis, The British Fighter Since 1912. Putnam, Londres (1979).  (ISBN 0 370 10049 2).
- Günter Endres, British Aircraft Manufacturers since 1908. Ian Allan Publishing, Shepperton (1995)  (ISBN 0 7110 2409 X)